# 泡菜鍋
泡菜湯（韓語：김치찌개）是一道來自韓國，帶辣味的湯。以韓式泡菜為原料，加入蔥、洋蔥、豆腐，海鮮或豬肉兩者其中之一。佐以配菜和米飯。
此菜用的泡菜以較老者為佳，取其因完全發酵產生的酸味。